# Clytocosmus tillyardi
Clytocosmus tillyardi är en tvåvingeart som beskrevs av Alexander 1920. Clytocosmus tillyardi ingår i släktet Clytocosmus och familjen storharkrankar. Inga underarter finns listade i Catalogue of Life.